# Мухаммед Лаваль
Муха́ммед Лава́ль (англ. Muhammed Lawal; *11 січня 1981, Мерфрісборо, Теннессі, США) — американський спортсмен, професійний борець, спеціаліст зі змішаних бойових мистецтв. Чемпіон світу зі змішаних бойових мистецтв у напівважкій ваговій категорії за версією Strikeforce (2010 рік). Срібний призер кубку світу з вільної боротьби за версією FILA (2007 рік). Золотий медаліст Панамериканського чемпіонату з вільної боротьби (2007 рік). Бронзовий, срібний і золотий медаліст Міжнародного турніру з вільної боротьби пам'яті Девіда Шульца (2004, 2005, 2006 роки). Триразовий чемпіон США з вільної боротьби (2005, 2006, 2008 роки). Чемпіон США з американської боротьби (2002 рік). Багаторазовий переможець і призер світових турнірів з вільної і гібридної боротьби. Всеамериканський борець.
Не зважаючи на технічно високий рівень боротьби, у боях змішаного стилю Лаваль віддає перевагу ударній техніці рук. Більшість його перемог здобуті шляхом нокауту. Протягом 2010 – 2011 років Лаваль входив у десятку найкращих бійців світу у вазі до 93 кілограмів за версією видання «Sherdog».

## Статистика в змішаних бойових мистецтвах
| Результат   | Противник         | Вага      | Спосіб                            | Раунд | Час  | Дата             | Місце                | Подія                                 | Примітки |
| ----------- | ----------------- | --------- | --------------------------------- | ----- | ---- | ---------------- | -------------------- | ------------------------------------- | --- |
| Перемога    | Міхаіл Заяц       | 84-93 кг  | Рішення суддів (одностайне)       | 3     | 5:00 | 8 лютого 2014    | Анкасвіль, США       | «Bellator 110»                        | |
| Поразка     | Еменюел Ньютон    | 84-93 кг  | Рішення суддів (одностайне)       | 5     | 5:00 | 2 листопада 2013 | Лонг-Біч, США        | «Bellator 106»                        | Бій за титул тимчасового чемпіона у напівважкій ваговій категорії.                                                      |
| Перемога    | Джейкоб Ноі       | 84-93 кг  | Технічний нокаут (удари кулаками) | 3     | 2:51 | 31 липня 2013    | Ріо-Ранчо, США       | «Bellator 97»                         | |
| Перемога    | Сет Петруцеллі    | 84-93 кг  | Нокаут (удар кулаком)             | 1     | 1:35 | 19 червня 2013   | Такервілл, США       | «Bellator 96»                         | |
| Поразка     | Еменюел Ньютон    | 84-93 кг  | Нокаут (удар кулаком)             | 1     | 2:35 | 21 лютого 2013   | Вест-Веллі-Сіті, США | «Bellator 90»                         | |
| Перемога    | Пшемислав Міщала  | 84-93 кг  | Технічний нокаут (удари кулаками) | 1     | 3:52 | 24 січня 2013    | Текервілль, США      | «Bellator 86»                         | |
| Не відбувся | Лоренц Ларкін     | 84-93 кг  | Рішення атлетичної комісії        | 2     | 1:32 | 7 січня 2012     | Лас-Вегас, США       | «Strikeforce: Rockhold vs. Jardine»   | Лаваль провалив допінг-тест. Первинний результат бою (перемога нокаутом) скасовано. Бій визнаний таким, що не відбувся. |
| Перемога    | Роджер Ґрейсі     | 84-93 кг  | Нокаут (удари кулаками)           | 1     | 4:37 | 10 вересня 2011  | Цинциннаті, США      | «Strikeforce: Barnett vs. Kharitonov» | |
| Поразка     | Рафаел Кавалканті | 84-93 кг  | Технічний нокаут (удари кулаками) | 3     | 1:14 | 21 серпня 2010   | Х'юстон, США         | «Strikeforce: Houston»                | Втратив титул чемпіона у напівважкій ваговій категорії.                                                                 |
| Перемога    | Ґегард Мусасі     | 84-93 кг  | Рішення суддів (одностайне)       | 5     | 5:00 | 17 квітня 2010   | Нашвілл, США         | «Strikeforce: Nashville»              | Виграв титул чемпіона у напівважкій ваговій категорії.                                                                  |
| Перемога    | Майк Уайтхед      | 93-120 кг | Нокаут (удари кулаками)           | 1     | 3:08 | 19 грудня 2009   | Сан-Хосе, США        | «Strikeforce: Evolution»              | |
| Перемога    | Марк Керр         | 93-120 кг | Нокаут (удари кулаками)           | 1     | 0:25 | 28 серпня 2009   | Канзас-Сіті, США     | «M-1 Global: Breakthrough»            | |
| Перемога    | Рьо Кавамура      | 84-93 кг  | Рішення суддів (одностайне)       | 3     | 5:00 | 20 березня 2009  | Токіо, Японія        | «Sengoku 7»                           | |
| Перемога    | Юкія Наїто        | 84-93 кг  | Технічний нокаут (удари кулаками) | 1     | 3:54 | 4 січня 2009     | Сайтама, Японія      | «Sengoku no Ran 2009»                 | |
| Перемога    | Фабіу Сілва       | 93-120 кг | Технічний нокаут (удари кулаками) | 3     | 0:41 | 1 листопада 2008 | Сайтама, Японія      | «Sengoku 6»                           | |
| Перемога    | Тревіс В'юфф      | 93-120 кг | Технічний нокаут (удари кулаками) | 1     | 2:11 | 28 вересня 2008  | Токіо, Японія        | «Sengoku 5»                           | |